# Royal Irish Constabulary

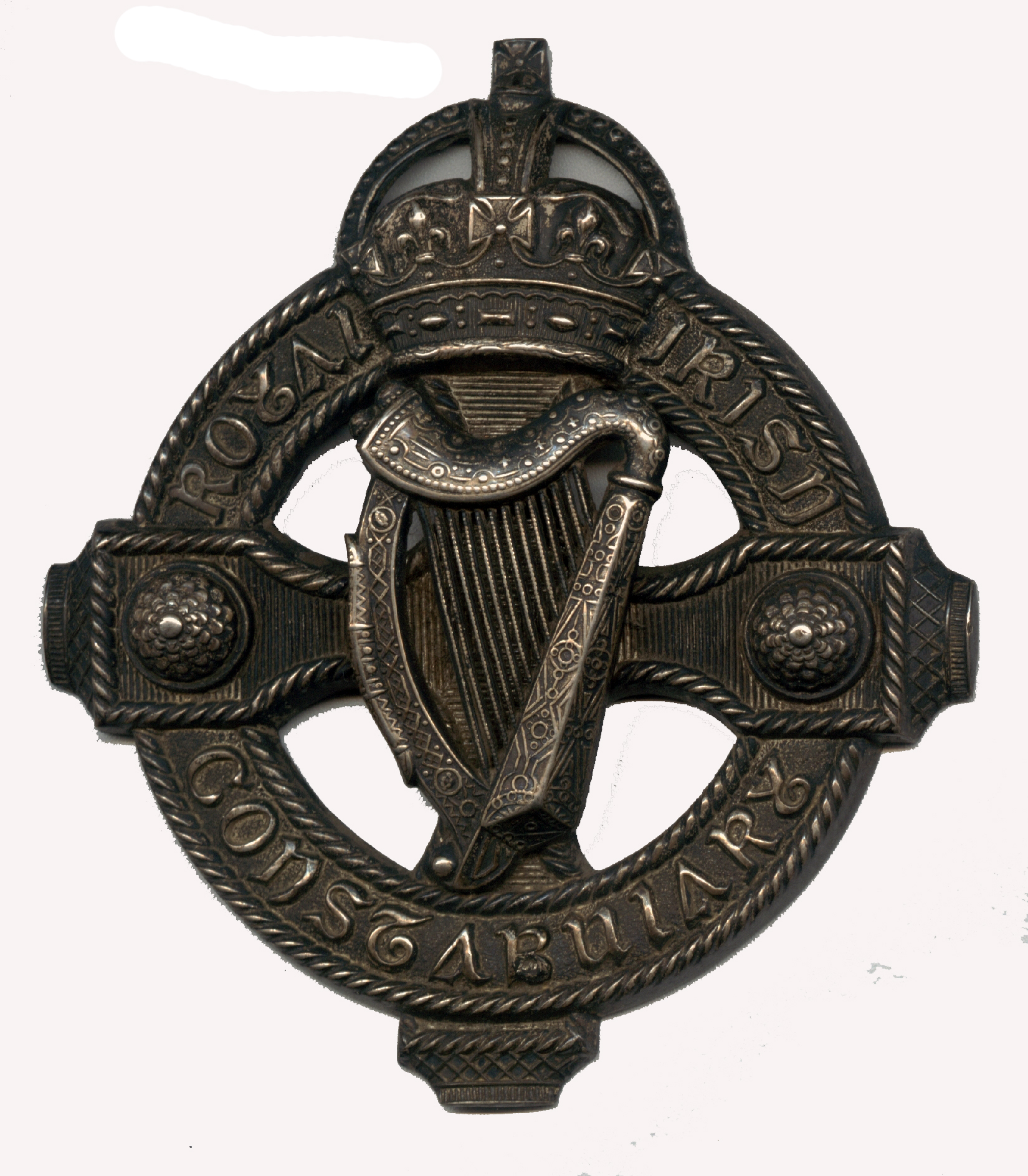
Zaumzeug-Abzeichen der berittenen RIC

Die Royal Irish Constabulary (RIC; wörtlich übersetzt: königlich irische Schutzpolizei, irisch Constáblacht Ríoga na hÉireann) war neben der Dublin Metropolitan Police die zweite Polizeieinheit in Irland im 19. und frühen 20. Jahrhundert.
Die RIC bestand während der meisten Zeit seines Bestehen in erster Linie aus Katholiken, wenn auch deren Anteil in den höheren Rängen nachließ. Die 1918 aus britischen Rekruten gebildeten Black and Tans und die Auxiliary Division waren formal auch Teil der RIC, tatsächlich agierten aber nahezu eigenständig.
Die Royal Irish Constabulary wurde, nachdem im Juli 1921 ein Waffenstillstand in Irland ausgerufen worden war, im Jahr 1922 aufgelöst und durch zwei neue Polizeigruppen ersetzt: die Garda Síochána im irischen Freistaat und die Royal Ulster Constabulary in Nordirland.

## Geschichte
Die erste organisierte Polizeigruppe in Nordirland entstand durch den Peace Preservation Act im Jahr 1814; allerdings gilt der Irish Constabulary Act des Jahres 1822 als der wahre Ursprung der Irish Constabulary, als vier erweiterte „County“-Constabularies geschaffen wurden. Unter den ersten Aufgaben war die gewaltsame Eintreibung des Zehnt im Auftrag des anglikanischen Klerus von der hauptsächlich katholischen Bevölkerung, aber auch von der presbyterianischen Minderheit (siehe auch: Zehnt-Krieg). Der Akt etablierte in jeder Baronie eine Gruppe mit einem Polizeipräsidenten und einem Generalinspektor unter der Kontrolle der Staatsregierung in Dublin Castle. Die Streitmacht, nun unter dem Namen Irish Constabulary (oder: Constabulary of Ireland), wurde 1836 durch ein Gesetz reorganisiert und rationalisiert; die ersten polizeilichen Richtlinien wurden 1837 veröffentlicht. 1841 gehörten der RIC bereits mehr als 8600 Männer an, obwohl die Arbeit schlecht bezahlt wurde.
Die Polizei demonstrierte ihre Effektivität gegen die irischen Separatisten, als sie den Aufstand von William Smith O’Brien niederschlugen. Beim Fenier-Aufstand im Jahr 1867 wurden viele abgelegenere Polizeistationen angegriffen, da die RIC loyal zur britischen Krone stand. Die Loyalität während des Aufstands wurde von Königin Victoria gewürdigt und so erhielt die Irish Constabulary den Zusatz „Royal“ sowie das Recht, die Abzeichen des Order of St. Patrick nutzen zu können.
Die RIC hatten einen erheblichen Anteil an der zurückgehenden Kriminalität in ländlichen Gebieten. Delikte wie die „ungesetzliche bewaffnete Versammlung“ wurden zahlenmäßig von „öffentlicher Trunkenheit“ und anderen kleinen Delikten überflügelt (ausgenommen während des Land War 1879–1882).
Belfast, lange außerhalb der Kontrolle der RIC, wurde in der zweiten Hälfte des 19. Jahrhunderts, als sich die Einwohnerzahl innerhalb von 50 Jahren verfünffachte, oft von konfessionsbedingten Spannungen heimgesucht. Es gab einige Aufstände in den Jahren 1857, 1864, 1872 und 1886. Die Aufstände von 1864 führten dazu, dass die Belfast Town Police (Belfaster Stadtpolizei; Spitzname: bulkies) abgeschafft wurde und die Verantwortung für die Stadt am 1. September 1865 ebenfalls auf die RIC überging.
Aufgrund ihrer Allgegenwart in den 1850er-Jahren wurde die RIC mit einer Vielzahl an zivilen und örtlichen Regierungsaufgaben betraut, was die Bindung der Polizisten an „ihre“ Gemeinden verstärkte. 1901 gab es bereits 1.600 Polizeistationen und mehr als 11.000 Polizisten. Durch ihre Verwicklung in zehntausende Vertreibungen im ländlichen Irland und ihre Bedrohungen gegenüber Führern der Land-League-Organisation, erntete die RIC Misstrauen unter der irischen Bevölkerung, das erst durch den Ausbruch des Ersten Weltkrieges etwas geschmälert wurde.
Erst durch das Aufkommen der Home-Rule-Vorschläge gegen Ende des 19. und zum Beginn des 20. Jahrhunderts wurde die eigentlich bisher gemächliche Arbeit der RIC verschärft. Der anfängliche Erfolg der 3. Home Rule 1912 führte zu großen Spannungen: Gegner des Entwurfs gründeten 1913 die Ulster Volunteer Force, während die Befürworter im Gegenzug die Irish Volunteers schufen. Diese beiden Gruppen hatten über 250.000 Mitglieder und waren als effektive Privatarmeen organisiert.
Der Sieg der Sinn Féin bei der Wahl 1918 und deren Gründung eines unabhängigen Parlaments (Dáil Éireann) markierte den Beginn eines Guerilla-Kriegs. Die irisch-republikanische Armee IRA unter Michael Collins führte systematische Attacken gegen Regierungskräfte aus, von denen die RIC die schwersten abbekam. Parallel dazu gab es einen Boykott der Polizei durch die IRA, durch die alternative Gerichte und Polizeikräfte geschaffen wurden. Um die Polizeieinheiten in Irland zu unterstützen, schickte die britische Regierung 1920 weitere Kräfte nach Irland. Dies waren die Black and Tans und die Auxiliary Division. Erstere waren verantwortlich für die Ermordung von Tomás MacCurtain, dem Oberbürgermeister von Cork, am 20. März 1920.
Im Dezember 1920 wurde Irland geteilt und im Juli 1921 ein Waffenstillstand ausgerufen. Im Januar 1922 wurde entschlossen, die Royal Irish Constabulary im neu geschaffenen irischen Freistaat aufzulösen und durch die Garda Síochána zu ersetzen. In Nordirland wurde die Gruppe in Royal Ulster Constabulary (RUC) umbenannt.
Viele Männer der Royal Irish Constabulary zog es in den Norden zur RUC. Dies führte in Nordirland zu einer Streitkraft, die zu 40 % aus Katholiken bestand. Diese Quote fiel später auf 8 %, als ausgeschiedene Polizisten nicht mehr durch Katholiken aus dem Norden ersetzt wurden, da diese meist die strenge unionistische Gesinnung der RUC ablehnten. Viele dieser ausgeschiedenen Männer hatten Angst vor einer Rückkehr in den Freistaat, da sie noch immer mit der Brutalität des Konfliktes, der die Teilung hervorgebracht hatte, in Verbindung gebracht wurden.
Einige Polizisten der aufgelösten RIC traten auch der Garda Síochána bei und unterstützten die IRA auf verschiedene Art. Weitere traten zurück und der Freistaat erklärte sich bereit, ihre Pensionen zu zahlen. Doch viele der im Freistaat lebenden RIC-Männer sahen sich in dieser Zeit Bedrohungen und gewalttätigen Racheakten ausgesetzt, so dass einige auch nach Großbritannien flohen, wo sie zusammen mit vielen ehemaligen Mitgliedern der Black and Tans und der Auxiliaries, der Palestine Gendarmerie (ab 1926 die Palestine Police) beitraten, die 1922 dort rekrutiert wurde.